# Сенфт, Михаэль
Михаэль Сенфт (родился 28 сентября 1972 года в городе Бад-Кройцнах) — немецкий спортсмен, слалом-каноист. Принимал участие в соревнованиях по гребле на байдарках и каноэ с начала 1990-х до середины 2000-х годов.

## Спортивные достижения
Михаэль Сенфт на летних Олимпийских играх завоевал бронзовые медали в дисциплине С-2 в Атланте в 1996 году.
Сенфт также завоевывал медали на чемпионатах мира по гребному слалому, организованных Международной федерацией каноэ, включая золотую медаль (дисциплина К-2: 2005), три серебряных медалей (К-2: 1997, С-2 команда: 2002, 2003) и две бронзовые медали (С-2 команда: 1995, 1997). Завоевал три медали на чемпионате Европы (1 золото, 1 серебро и 1 бронза).
Его напарником на соревнованиях в каноэ двойке С-2 на протяжении всей карьеры был Андре Эренберг. С 2004 года он выступал в паре с гребцом Христианом Бахменном (Christian Bahmann).